# Volckerinckhove

Volckerinckhove este o comună în departamentul Nord, Franța. În 1 ianuarie 2022 avea o populație de 567 de locuitori.